# Supporters de l'Associazione Calcio Milan
Les supporters de l'Associazione Calcio Milan encouragent et soutiennent le club de football italien de l'Associazione Calcio Milan, comptant de nombreux tifosi à travers le monde. 

## Histoire
Le nombre d'abonnés n'a jamais décru sous les 35 000 personnes, notamment lors des années "Sacchi" où le taux d'abonnements ne descendit même jamais en dessous des 65 000 personnes. Le record de souscription est atteint en 1992/1993 avec 73 034 personnes (actuel record en Italie). Le Milan compte près de 900 clubs officiels de supporters regroupés au sein de l’"Associazione Italiana Milan Clubs", dont près de 70 à l’étranger dont 16 pour la Suisse, 10 en France et 9 pour la Belgique. Au total, les clubs officiels totalisent 97 200 affiliés.

### Liens avec la mafia
Des enquêtes de 2024 montrent une infiltration de la mafia calabraise, la 'Ndrangheta, dans les tribunes de supporters des deux grands clubs de Milan, l’AC Milan et l’Inter. Cette mafia contrôle diverses activités autour du stade San Siro, notamment la revente illicite de billets, la gestion de parkings, et les ventes de boissons, ce qui lui assure des revenus constants et renforce son emprise en Lombardie, tout en utilisant les tribunes comme un territoire stratégique pour le crime organisé.

## Groupes de supporters

### En Italie

#### Fossa dei Leoni (Fosse aux lions)
Créé en 1968, il fut le premier groupe d'ultras en Italie, fondé sous l'impulsion des adolescents qui se retrouvaient près de la rampa 18 du stade. Le nom est lié à un vieux chant de supporters et au fait que le groupe se situait dans un virage et donnait l'impression aux joueurs d'entrer dans une fosse aux lions. En 1972, le groupe se déplaça dans les tribunes latérales et inventa son hymne, tiré du film L'Armée Brancaleone. Dans les années 1970, le groupe s'identifie avec la gauche italienne et déploie une banderole avec la tête du Che Guevara. Ce groupe de supporters inspira de nombreux autres groupes et même un film avec Diego Abatantuono, « Eccezzziunale... veramente ». Le groupe a été dissous le 17 novembre 2005 à la suite de polémiques relatives à deux banderoles volées après la partie AC Milan - Juventus du 29 octobre 2005. La Fossa de Leoni fut accusé par d'autres groupes ultras d'avoir demandé la médiation de la police pour obtenir la restitution des banderoles, ce qui fit peser un climat délétère sur le groupe. Après plusieurs tentatives ratées de recomposition, plusieurs membres se sont regroupés au sein des Guerrieri Ultras Curva Sud Milano, le 31 décembre 2005. L'hymne de la Fossa dei Leoni est basé sur le thème musical du film italien, L'Armée Brancaleone (1966).

#### Commandos Tigre (Commando Tigre)
Le Commandos Tigre résulte de l'union de Commandos Clan et Fedelissimi. Jusqu'en 1985, le groupe se situe dans le virage nord. Puis, ils rejoindront dans le virage sud deux autres importants groupes d'ultras Fossa de Leoni et Brigate Rossonere pendant 20 ans. Le groupe comptera 2 000 membres au début des années 1990. Aujourd'hui, il compte une centaine de membres. Le groupe est reconnaissable par les innombrables étendards ayant un tigre ou le symbole "CT" en caractères croisés.

#### Brigate Rossonere (Brigades Rouges et Noires)

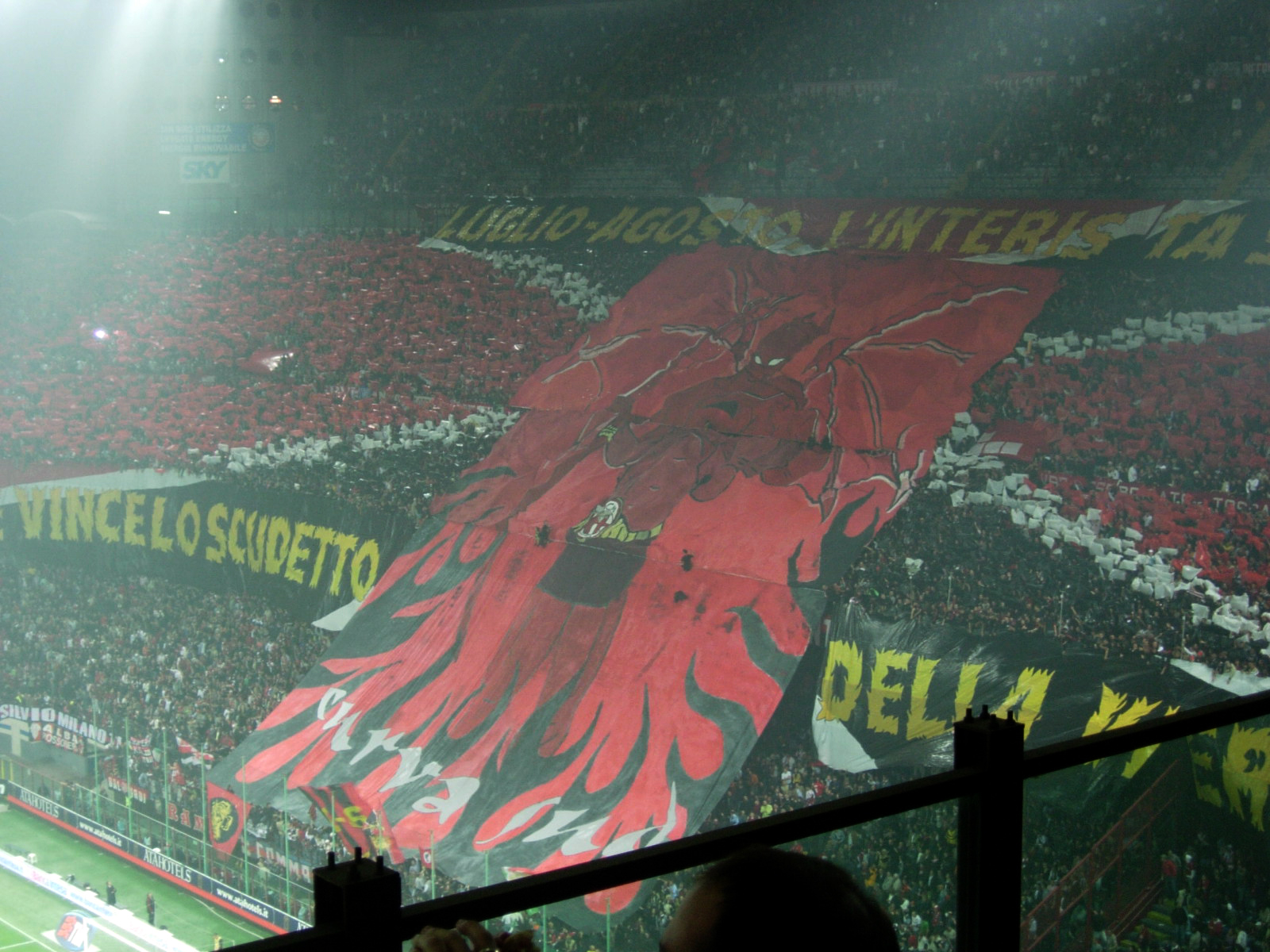
Curva Sud

Les Brigate Rossonere (BRN) naissent en 1975 de l'union de deux groupes Cava del demonio et Ultras, avec une première apparition lors de la rencontre Bologne Milan, le 19 octobre 1975. Il se situe dans le virage gauche. En 1995, le groupe a été au centre d'un triste événement arrivé au stade Marassi de Gênes avant un Genoa-Milan, lorsqu'un jeune supporter du Genoa fut poignardé à l'abdomen par un tifoso milanais. À la suite de ces faits, le groupe faillit exploser mais la direction fut finalement recomposée au bénéfice des historiques des Brigades. Le 19 octobre 2005, les Brigades ont fêté à San Siro leurs anniversaire (30 ans) à l'occasion du match de Ligue des Champions contre le PSV Eindhoven, et pour l'occasion, ils ont édité un DVD. Aujourd'hui, bien que les supporters du virage sud soient unifiés sous une unique banderole, les BRN restent un des groupes leaders.

#### Alternativa Rossonera (Alternative Rouge et Noire)
Il est le groupe le plus jeune du virage sud, né le 6 juillet 1994. Le nom provient de la mentalité du groupe, partagée entre la vision feutrée du Club et le concept extrême des groupes ultras. Il jouit de nombreuses sections dans toute l'Italie et se distingue dans les travées par ses initiatives et ses couleurs. En novembre 2008, à cause de problèmes internes, l'Alternativa Rossonera quitte le virage sud.

#### Gruppo Veleno (Groupe Poison)
Le Gruppo Veleno a été créé en 1999 de l'idée de garçons de la zone nord de Milan et de la Province de Monza et Brianza en région Lombarde, pour ces derniers, certains étaient déjà partisans des Brigate Rossonere. Leur présence au Stadio Giuseppe Meazza se situait toujours au côté des BRN dans les anneaux bleus des tribunes de l'enceinte mais après six ans de militantisme assidu, le groupe fut dissous pour des raisons politiques, malgré cela, toujours quelques partisans de l'ancien Gruppo Veleno (une cinquantaine de personnes ont été recensés) persistent à exister en s'étant raccordés désormais au Commandos Tigre.

#### Guerrieri Ultras Curva Sud Milano (Les Guerriers Ultras du Virage Sud de Milan)
Le groupe est né en 2005 de la synergie de quelques militants de l'ancien Fossa de Leoni et des nouveaux ultras. Le groupe a comblé le vide laissé dans le virage sud par le Fossa de Leoni. Comme d'autres groupes de supporters italiens, les Guerriers n'ont aucune idéologie politique (« ni rouges ni noirs, mais seulement rossoneri »). Leur logo s'inspire du logo du RCK de Rennes.